# Léa Passion : Mode
Léa Passion : Mode (Imagine Fashion Designer) est un jeu vidéo de simulation développé par Lexis Numérique et Visual Impact et édité par Ubisoft. Il est sorti en 2007 sur Windows et Nintendo DS. 

## Système de jeu
Ce jeu s'intéresse à la mode et permet au joueur de créer des styles à l'aide de tenues, de maquillage, d’accessoires te de coiffures afin de montrer ses créations lors de défilés. Chaque atelier est consacré à un domaine en particulier.
Le but du jeu, sur Nintendo DS, est de remplir des contrats et de présenter ses créations personnelles au grand public.

## Accueil
- IGN : 3/10[3]
- Jeuxvideo.com : 10/20 (PC)[1]- 8/20 (DS)[2]